# 仙台市立松陵中学校
仙台市立松陵中学校（せんだいしりつしょうりょうちゅうがっこう）は、宮城県仙台市泉区松陵五丁目にある公立中学校。

## 概要
松陵ニュータウンが開発されて既存の鶴が丘中学校の生徒数が急増し、手狭になったために松陵ニュータウン内に新たに中学校を増設することとなり、開校した。

## 沿革
- 1994年（平成6年）4月1日 - 鶴が丘中学校、向陽台中学校より分離、仙台市立松陵中学校として開校。

## 学区
- 仙台市立泉松陵小学校学区全域と仙台市立松森小学校学区の一部

## 部活動
- 運動系
  - 陸上、バレーボール女子、バドミントン(男女)、卓球(男女)、剣道（男女）
- 文化系
  - 吹奏楽、美術

## 統合問題
- 少子化や松陵ニュータウンの分譲が一段落して生徒数が減少しており、仙台市は仙台市立鶴が丘中学校との統合を検討している
- 詳細は仙台市立鶴が丘中学校の統合問題を参照のこと